# Unterbarmen

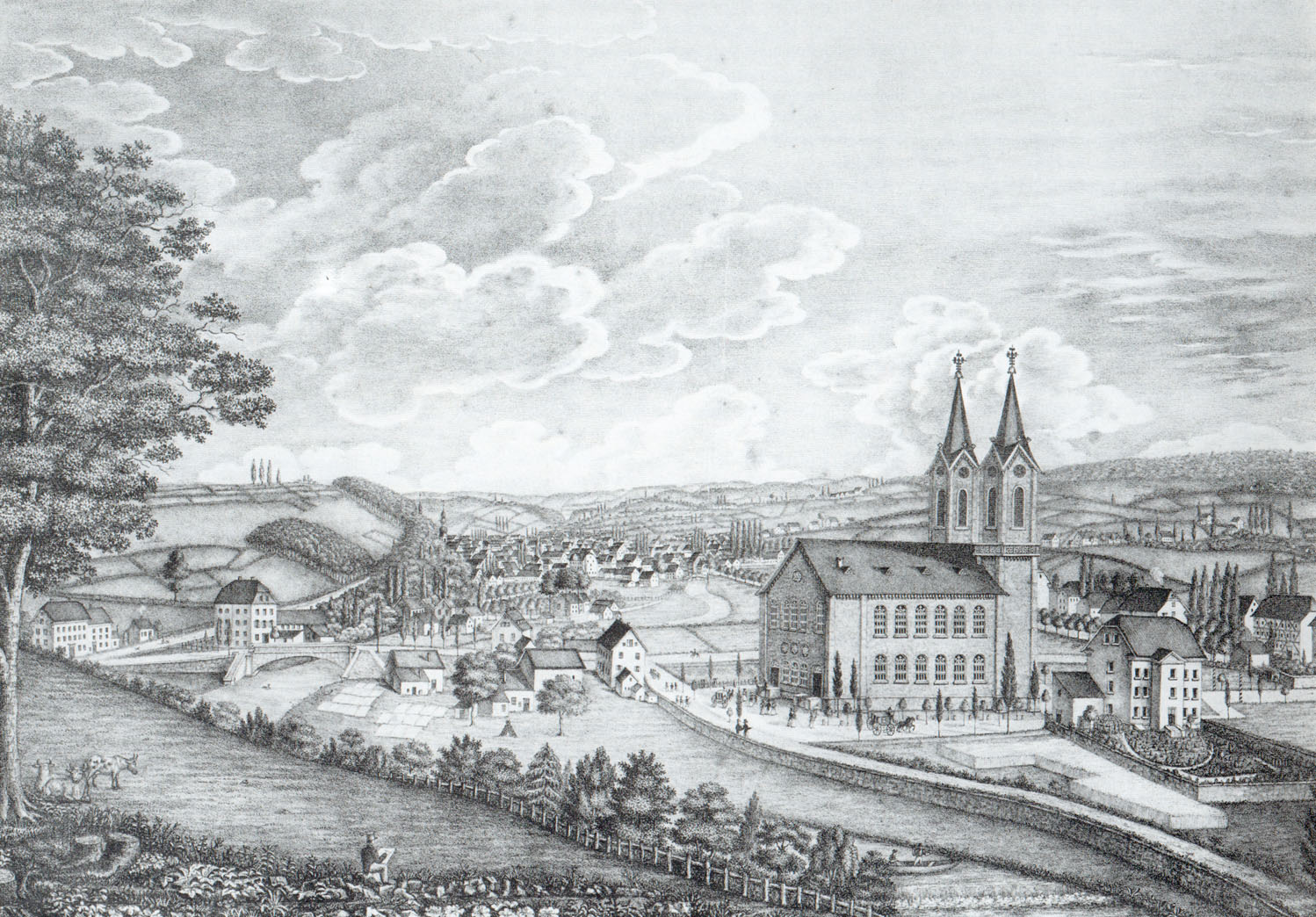
Unterbarmen mit der Hauptkirche 1836

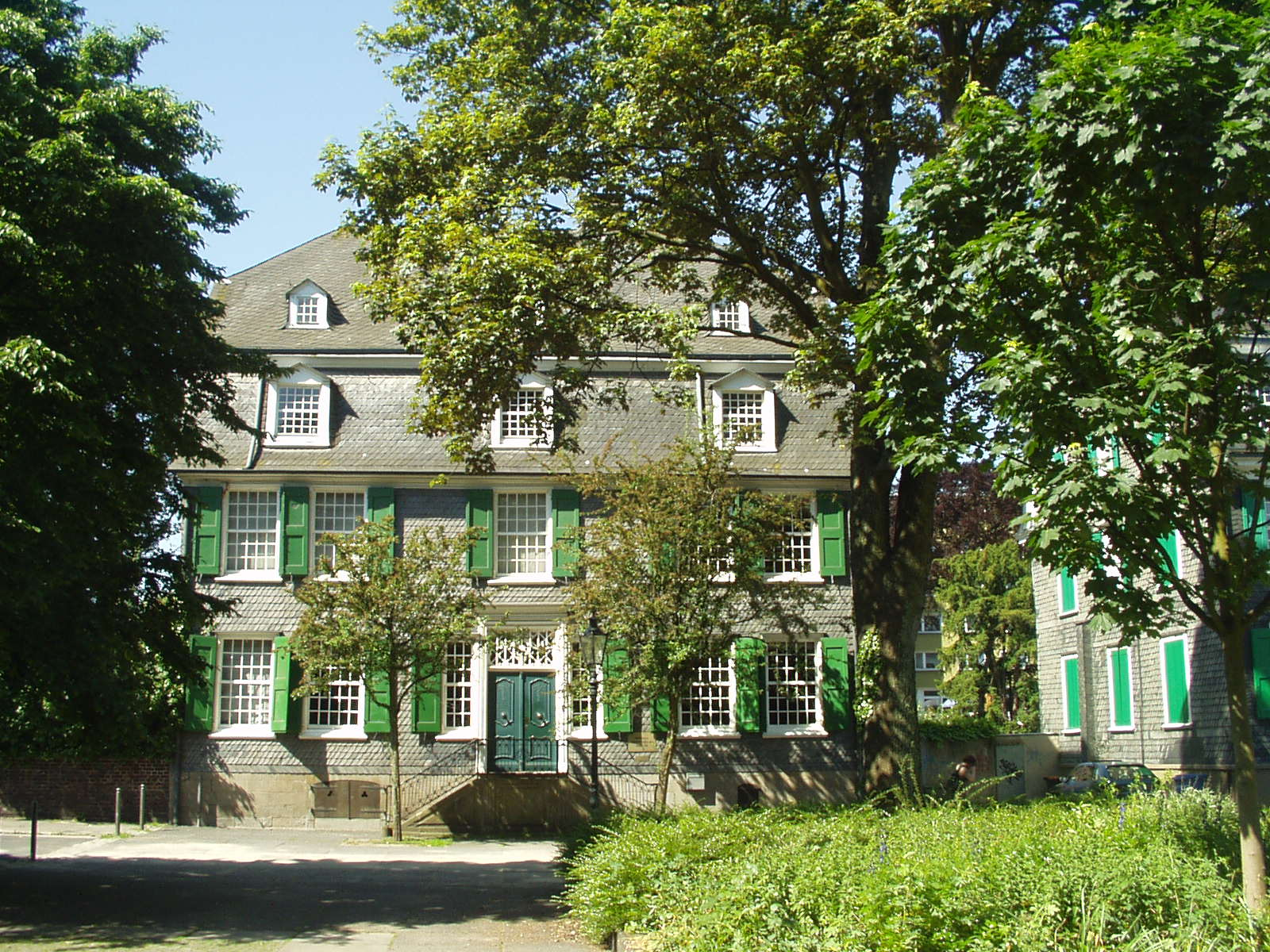
Das Engelshaus in Unterbarmen (1775)

Unterbarmen ist ein historischer Stadtteil der alten Stadt Barmen. Er entspricht dem südwestlichen Gebiet des heutigen Wuppertaler Stadtbezirks Barmen, etwa den Quartieren Friedrich-Engels-Allee, Loh, Clausen, Rott, Kothen, Hesselnberg und Lichtenplatz (das auch Hochbarmen genannt wurde).
Die Teilung Barmens in Ober- und Unterbarmen beruht auf kirchlichen Grenzen: Vor der Reformation gab es auf Barmer Gebiet keine eigene Pfarrei, das Gebiet westlich des Alten Marktes gehörte zur Pfarrei Elberfeld im Dekanat Neuss, das Gebiet von Barmen-Gemarke und weiter östlich zur Pfarrei Schwelm im Dekanat Lüdenscheid. Die Bäche Leimbach nördlich und Fischertaler Bach südlich der Wupper bildeten die Grenze. Diese Einteilung blieb auch bei der Gründung der von Schwelm unabhängigen Pfarreien um die Wichlinghauser Kirche und die Alte Kirche Wupperfeld erhalten. Erst 1822 bildete sich als erste unierte Gemeinde des Wuppertals die Vereinigt-evangelische Kirchengemeinde Unterbarmen, deren Gemeindegrenzen noch heute der alten Grenze zu Oberbarmen entsprechen. Im 19. Jahrhundert wurde das zunächst dünn besiedelte Unterbarmen um die 1832 vollendete Unterbarmer Kirche immer mehr bebaut und schloss bis etwa 1900 die städtebauliche Lücke zwischen Elberfeld und Barmen. Aus dieser Zeit haben sich zahlreiche schieferverkleidete Häuser entlang der heutigen Friedrich-Engels-Allee und andere Gebäude des Klassizismus in Wuppertal erhalten. Friedrich Engels, dessen gleichnamiger Vater an der Gründung der Unterbarmer Gemeinde maßgeblich beteiligt war, wurde nahe dem heutigen Museum für Frühindustrialisierung geboren.
Nach der Bildung der Stadt Wuppertal 1929 wurde Unterbarmen zusammen mit Gemarke, dem historischen Zentrum Barmens, dem nach 1900 städtisch besiedelten Sedansberg und Hatzfeld zum Stadtbezirk Barmen zusammengeschlossen, eine politische Einheit Unterbarmen besteht nicht. Dennoch wird der Name nach wie vor für das Gebiet gebraucht und zur Bezeichnung von Gebäuden und Anlagen benutzt, wie zum Beispiel im Falle des Unterbarmer Friedhofs, der Unterbarmer Hauptkirche oder des Bahnhofs Unterbarmen an der Bahnstrecke Elberfeld–Dortmund.